# ブロモドメイン
ブロモドメイン（英: bromodomain）は、アセチル化されたリジン残基を認識する、約110アミノ酸からなるタンパク質ドメインである。アセチル化リジンはヒストンのN末端テールなどに存在する。ブロモドメインはリジンのアセチル化の「リーダー」（reader）であり、アセチル化リジンが持つシグナルの伝達と、さまざまな正常・異常な表現型への変換を担う。ブロモドメインのアセチル化リジンに対する親和性は、複数のアセチル化部位が近接して存在する領域でより高くなる。こうした認識はタンパク質-ヒストン間の結合やクロマチンリモデリングの必要条件となっていることが多い。このドメインは全てαヘリックスからなる4ヘリックスバンドル構造をとり、ヘリックス間のさまざまな長さのループによってアセチル化リジンを認識する疎水的ポケットが形成される。

## 発見
ブロモドメインはJohn W. Tamkunらによって、ショウジョウバエの遺伝子Brahma/brmの研究から新規構造モチーフとして同定され、転写活性化に関与する遺伝子との配列類似性が示された。ブロモドメインの名称はBrahmaとの関係に由来するものであり、臭素（bromine）とは無関係である。

## ブロモドメインを持つタンパク質
ブロモドメインを持つタンパク質は、ヒストンアセチルトランスフェラーゼ活性、クロマチンリモデリング、転写の媒介やコアクチベーターなど幅広い機能を持つ。2015年時点で43種類のタンパク質がブロモドメインを持つことが知られており、そのうち11種類はブロモドメインを2個持ち、1種類には6個のブロモドメインが存在する。ブロモドメインを持つタンパク質の調製、生化学的解析、構造決定による詳細な記載がなされている。

### BETファミリー
ブロモドメインファミリーの良く知られた例として、BET（bromodomain and extraterminal domain）ファミリーが挙げられる。このファミリーには、BRD2、BRD3、BRD4、BRDTが含まれる。

### その他
ASH1Lなどのタンパク質もブロモドメインを持つ。ブロモドメインを持つタンパク質の機能不全は、扁平上皮癌やその他のがんと関連している。EP300やPCAFなどのヒストンアセチルトランスフェラーゼも、アセチルトランスフェラーゼドメインに加えてブロモドメインを持つ。

## ヒトの疾患における役割
ブロモドメインに対する低分子阻害剤の開発により、ブロモドメインが細胞内のアセチル化状態の異常を疾患表現型へ変換する役割を担っていることが明らかにされた。この発見により、ブロモドメイン含有タンパク質ががんの生物学や炎症、再ミエリン化などの過程に重要な役割を果たしていることが浮き彫りとなった。
BETファミリーのメンバーは、がんや多発性硬化症の治療標的として示唆されている。BET阻害剤はがんの複数の前臨床モデルで治療効果が示されており、現在臨床試験が行われている。多発性硬化症への応用はまだ前臨床段階である。
非BET型ブロモドメインタンパク質であるBRD7やBRD9に対する低分子阻害剤も開発されている。